# حسين بن عبد العزيز آل الشيخ
حسين بن عبد العزيز بن حسن آل الشيخ (ولد 1384 هـ) عالم سعودي، إمام وخطيب المسجد النبوي، وقاضِ بالمدينة المنورة. من نسل الشيخ محمد بن عبدالوهاب. وهو الخطيب التاسع من خطباء عرفة في العهد السعودي.

## نسبه
هو حسين بن عبد العزيز بن حسن بن عبد العزيز بن حسين آل الشيخ، من أسرة آل الشيخ محمد بن عبد الوهاب المشهورة، وهم من آل مُشَرَّف عشيرة من المَعاضِيد من فخِذ آل زاخِر الذين هم بطن من الوُهَبة من بني حَنظَلة من قبيلة بني تميم.

## نشأته
نشأ في طلب العلم صغيراً، وبعد أن درس المتوسطة والثانوية، التحق بكلية الشريعة (بالرياض)، وتخرج فيها بتقدير ممتاز، ثم التحق بالمعهد العالي للقضاء ونال فيه درجة الماجستير بتقدير ممتاز أيضاً، وكانت الأطروحة بعنوان (أحكام الأحداد في الفقه الإسلامي) وهذا الكتاب الذي نعرضه عنا هو لأطروحة الدكتوراه المقدمة بعنوان (القواعد الفقهية للدعوى) وقد نال الشيخ الدرجة بتقدير ممتاز مع مرتبه الشرف الأولى.
تتلمذ المترجم له على عدد من المشايخ، فأخذ التوحيد وزاد المعاد عن الشيخ فهد الحميد، والفقه والحديث عن الشيخ عبد الله الجبرين، والفقه أيضاً عن الشيخ عبد العزيز الداود، كما أخذ عن الشيخ عبد الله الغديان قواعد الفقه وبعض الدروس الأخرى، وحضر دروس الشيخ عبد العزيز بن باز.
وقام بإلقاء العديد من الدروس العلمية في الفقه والتوحيد والحديث والقواعد، بالإضافة إلى بعض المحاضرات في الجامع الكبير وغيره بالرياض.
وعين ملازماً قضائياً عام 1406هـ ثم قاضياً عام 1411هـ في المحكمة الكبرى بنجران، وفي عام 1412هـتم نقله إلى المحكمة الكبرى بالرياض، ومكث فيها إلى أن انتقل في 1418/ 8 /25 هـ إلى المحكمة الكبرى بالمدينة المنورة.
صدر بعدها الأمر السامي بتعيينه إماماً وخطيباً للمسجد النبوي الشريف ولا يزال عند إعداد هذه المعلومة على رأس عمله.
له بعض البحوث العلمية التي لم تنشر ومنها بحوث قضائية وجنائية ورسالة كبيرة في أحكام السلام، وأحكام يوم عاشوراء
وكما كان صالح

## وصلات خارجية
- صفحته على موقع طريق الإسلام
- و في 8 /6/ 2012 القى خطبة الجمعة في مسجد محمد بن عبد الوهاب وهي من أبرز خطب في الجامع الإمام محمد بن عبد الوهاب

## دعاء ختم القرآن الشيخ حسين آل الشيخ من المسجد النبوي لعام
- أول صلاة التراويح يؤم المصلين في المسجد النبوي الشريف كانت 1418هـ الموافق 1997
- 1418هـ 1997 أول دعاء ختم القرآن للشيخ حسين ال الشيخ من المسجد النبوي
- 1426هـ 2005
- 1431هـ 2010  دعاء ختم القرآن للشيخ حسين ال الشيخ من المسجد النبوي على اليوتيوب
- 1432هـ 2011  دعاء ختم القرآن للشيخ حسين ال الشيخ من المسجد النبوي على اليوتيوب
- 1433هـ 2012  دعاء ختم القرآن للشيخ حسين ال الشيخ من المسجد النبوي على اليوتيوب
- 1434هـ 2013  دعاء ختم القرآن للشيخ حسين ال الشيخ من المسجد النبوي على اليوتيوب